# Uszba
Uszba – jeden ze szczytów Kaukazu. Posiada dwa wierzchołki: wyższy południowy (4710 m) i niższy północny (4694 m). Ze względu na swoją charakterystyczną sylwetkę bywa nazywany Matterhornem Kaukazu. Północno-zachodnia ściana Uszby ma wysokość 2000 metrów.
Pierwszego wejścia na niższy, północny wierzchołek dokonali w 1888 r. brytyjski wspinacz John Garford Cockin i jego szwajcarski przewodnik Ulrich Almer. Główny, południowy wierzchołek, przez wiele lat odpierał ataki. Zdobyła go dopiero 26 lipca 1903 r. dziesiąta z kolei wyprawa, niemiecko-szwajcarsko-austriacka, którą kierował Willi Rickmer Rickmers (szczyt osiągnęło 5 spośród 12 członków ekipy). Na szczyt prowadzą wyłącznie bardzo trudne i ekstremalnie trudne drogi (około 70, z których tylko dwie najłatwiejsze lecz niebezpieczne mają skalę 4Б, czyli odpowiednik alpejskiego D; reszta oceniana jest jako bardzo trudne lub ekstremalne: TD i ED). Legendarną jest droga „przez Lustro” (ros. Zierkało) na północno-wschodniej ścianie szczytu północnego: pokonał ją jako pierwszy wybitny gruziński wspinacz Michaił Chergiani, który najtrudniejszą, przewieszoną jedną trzecią część 1200-metrowej ściany pokonał samotnie w stylu „free solo”.
Trudność dróg podejściowych (aktywny lodowiec) i zmienna pogoda jest powodem dużej liczby śmiertelnych wypadków podczas zdobywania szczytu. Jednym z nich był wypadek polskiej wyprawy z 2005 roku, kiedy z powodu błędów czteroosobowego zespołu dwójka alpinistów zginęła w szczelinie lodowej.